# クリス・ベック (野球)
クリストファー・マイケル・ベック（Christopher Michael Beck, 1990年9月4日 - ）は、アメリカ合衆国ジョージア州ジャクソン郡コマース出身の元プロ野球選手（投手）。右投右打。

## 経歴

### プロ入り前
2009年のMLBドラフト35巡目（全体1055位）でクリーブランド・インディアンスから指名されたが、この時は契約せずにジョージアサザン大学へ進学した。

### プロ入りとホワイトソックス時代
2012年のMLBドラフト2巡目（全体76位）でシカゴ・ホワイトソックスから指名され、プロ入り。契約後、傘下のパイオニアリーグのルーキー級グレートフォールズ・ボイジャーズでプロデビューし、15試合（先発6試合）に登板して4勝3敗、防御率4.69、36奪三振を記録した。
2013年はA+級ウィンストン・セイラム・ダッシュとAA級バーミングハム・バロンズでプレーし、2球団合計で26試合に先発登板して13勝10敗、防御率3.07、79奪三振を記録した。
2014年はAA級バーミングハムとAAA級シャーロット・ナイツでプレーし、2球団合計で27試合に先発登板して6勝11敗、防御率3.54、85奪三振を記録した。
2015年は開幕をAAA級シャーロットで迎え、5月28日にメジャー契約を結んでアクティブ・ロースター入りした。同日のボルチモア・オリオールズとのダブルヘッダー第2戦で先発してメジャーデビュー（6回4失点で敗戦投手）。この年メジャーでの登板はこの1試合のみだった。
2016年は25試合に登板して2勝2敗、防御率6.39、20奪三振を記録した。
2017年は57試合に登板して2勝1敗、防御率6.40、42奪三振を記録した。オフの11月20日に40人枠を外れ、マイナー契約となった。
2018年の開幕はAAA級シャーロットで迎え、4月23日にメジャー契約を結んでアクティブ・ロースター入りした。6月9日にDFAとなった。

### メッツ時代
2018年6月13日にウェイバー公示を経てニューヨーク・メッツへ移籍した。7月9日にDFAとなり、12日に傘下のAAAラスベガス・フィフティワンズへ配属された。レギュラーシーズン終了後の10月2日にFAとなった。

### カージナルス傘下時代
2018年11月30日にセントルイス・カージナルスとマイナー契約を結び、2019年のスプリングトレーニングに招待選手として参加することになった。
2019年は開幕から傘下のAAA級メンフィス・レッドバーズでプレーしていたが、7月27日に自由契約となった。

### 独立リーグ時代
2019年8月13日に独立リーグであるアトランティックリーグのサマセット・ペイトリオッツと契約した。8月29日に退団した。

## 詳細情報

### 年度別投手成績
| 年 度    | 球 団    | 登 板 | 先 発 | 完 投 | 完 封 | 無 四 球 | 勝 利 | 敗 戦 | セ 丨 ブ | ホ 丨 ル ド | 勝 率 | 打 者 | 投 球 回 | 被 安 打 | 被 本 塁 打 | 与 四 球 | 敬 遠 | 与 死 球 | 奪 三 振 | 暴 投 | ボ 丨 ク | 失 点 | 自 責 点 | 防 御 率 | W H I P |
| -------- | -------- | ----- | ----- | ----- | ----- | -------- | ----- | ----- | -------- | ----------- | ----- | ----- | -------- | -------- | ----------- | -------- | ----- | -------- | -------- | ----- | -------- | ----- | -------- | -------- | ------- |
| 2015     | CWS      | 1     | 1     | 0     | 0     | 0        | 0     | 1     | 0        | 0           | .000  | 31    | 6.0      | 10       | 0           | 4        | 0     | 0        | 3        | 0     | 0        | 5     | 4        | 6.00     | 2.33    |
| 2016     | CWS      | 25    | 0     | 0     | 0     | 0        | 2     | 2     | 0        | 5           | .500  | 123   | 25.1     | 31       | 3           | 17       | 1     | 2        | 20       | 0     | 0        | 18    | 18       | 6.39     | 1.89    |
| 2017     | CWS      | 57    | 0     | 0     | 0     | 0        | 2     | 1     | 0        | 3           | .667  | 294   | 64.2     | 73       | 16          | 34       | 3     | 4        | 42       | 1     | 0        | 48    | 46       | 6.40     | 1.65    |
| 2018     | CWS      | 14    | 0     | 0     | 0     | 0        | 0     | 0     | 1        | 0           | ----  | 102   | 23.2     | 24       | 5           | 11       | 0     | 1        | 16       | 1     | 0        | 11    | 11       | 4.18     | 1.48    |
| 2018     | NYM      | 6     | 0     | 0     | 0     | 0        | 0     | 0     | 0        | 0           | ----  | 46    | 10.1     | 10       | 3           | 9        | 0     | 0        | 5        | 0     | 0        | 6     | 6        | 5.23     | 1.84    |
| '18計    | NYM      | 20    | 0     | 0     | 0     | 0        | 0     | 0     | 1        | 0           | ----  | 148   | 34.0     | 34       | 8           | 20       | 0     | 1        | 21       | 1     | 0        | 17    | 17       | 4.50     | 1.59    |
| MLB：4年 | MLB：4年 | 103   | 1     | 0     | 0     | 0        | 4     | 4     | 1        | 8           | .500  | 596   | 130.0    | 148      | 27          | 75       | 4     | 7        | 86       | 2     | 0        | 88    | 85       | 5.88     | 1.72    |

### 背番号
- 54（2015年 - 2018年途中）
- 61（2018年途中 - 同年終了）